# Saures Gliafaserprotein

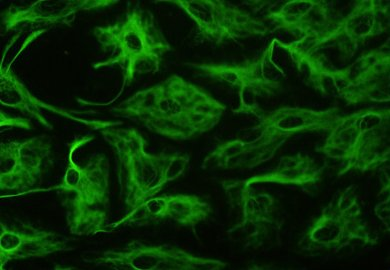
GFAP-Immunfluoreszenz: hier sind Astrozyten markiert

Saures Gliafaserprotein (Abk. GFAP von englisch glial fibrillary acidic protein) ist ein Protein, welches als Hauptbestandteil der Intermediärfilamente im Cytoplasma von Gliazellen (vor allem Astrozyten) im Zentralnervensystem vorkommt. Die Molekülmasse von humanem GFAP beträgt 49.883 Dalton. Die Funktion ist bislang nicht vollständig geklärt, vermutlich kontrolliert es die Zellform und ermöglicht die Beweglichkeit der Astrozyten.
Innerhalb des Zentralnervensystems (ZNS) kommt GFAP überwiegend in Astrozyten vor (außerdem in bestimmten Stammzellen des ZNS) und kann daher mit gewisser Sicherheit als Marker für Astrozyten verwendet werden. GFAP wird aber auch in einigen Zelltypen außerhalb des ZNS exprimiert (z. B. Schwann-Zellen der peripheren Nerven). Wegen seines Vorkommens in Astrozyten spielt GFAP als Marker eine wesentliche Rolle bei der Diagnostik von Hirntumoren. Es wird typischerweise in glialen Tumoren (z. B. Astrozytome, Glioblastom, Ependymome und eine Reihe anderer glialer Tumoren) gefunden.
Beim Alexander-Syndrom (hyaline Panneuropathie, dysmyelinogene Leukodystrophie) liegt eine Mutation des für die Synthese zuständigen Gens auf dem Chromosom 17 vor.
Das saure Gliafaserprotein ist ein vielversprechender Marker für Gehirnerschütterungen. Bei einer Gehirnerschütterung wird GFAP durch die Blut-Hirn-Schranke ins Blut abgegeben. Dadurch kommt es bis zu einer Woche nach einer Gehirnerschütterung in messbaren Konzentrationen im Blut vor.